# Munaci Flac
Munaci Flac (en llatí Munatius Flaccus) era un militar de l'exèrcit romà, un dels conspiradors contra Quint Cassi Longí, pretor de la Hispània Ulterior l'any 48 aC. Va començar l'atac matant a un dels lictors i ferint al legat Quint Cassi. Com els altres membres de la conspiració, no era romà sinó italià.